# 松野太紀のCafe Blue Mountain 2
松野太紀のCafe Blue Mountain 2（まつのたいきのかふぇぶるーまうんてんつー）は、超!A&G+にて2008年8月4日から2009年1月26日まで放送されたラジオ番組。BBQRでも2008年8月6日より毎週水曜日に配信された。2009年2月より「青山二丁目太紀ちゃんの店」にリニューアルされた。

## 番組紹介
- 超!A&G+の番組案内には

注目声優が集う店「カフェブルーマウンテン2」マスター松野太紀がゲストを丸裸に!
と表記されている。
（月曜22時と火曜12時の放送中のみ表記）
- 番組コンセプトとして大人の雰囲気が漂うカフェで、マスター松野太紀が注目声優ゲストを相手に楽しくも妖しげなトークを繰り広げます。

BBQR版ではエンディング後が聴きどころ!お店が「CAFE」から別の店に変身!?

## パーソナリティ・アシスタント
- パーソナリティ:松野太紀
- アシスタント（ウェイトレス）:藤堂真衣（第1回〜13回）/豊嶋真千子（第14回〜最終回）
- アルバイト:前田沙耶香・島田知美（第14回〜最終回）

## 放送時間
超!A&G+
- 月曜日：22:00 - 22:30 （リピート放送：火曜日：12:00 - 12:30）

BBQR
- 毎週水曜日更新

## ゲスト
放送回数・初回放送日の順に記載。
1. （2008年8月4日）：皆口裕子
2. （2008年8月11日）：西原久美子
3. （2008年8月18日）：平野正人・山崎和佳奈
4. （2008年8月25日）：有島モユ・佐藤朱
5. （2008年9月1日）：藤野とも子・安井絵里・臺奈津樹
6. （2008年9月8日）：豊嶋真千子・安西英美
7. （2008年9月15日）：白石涼子
8. （2008年9月22日）：住友優子・九十九一
9. （2008年9月29日）：田中真弓・竹田佳央里
10. （2008年10月6日）：岸野幸正
11. （2008年10月13日）：國府田マリ子
12. （2008年10月20日）：ゲストなし、松野＆藤堂進行のお便り特集
13. （2008年10月27日）：藤堂真衣・金田朋子
14. （2008年11月3日）：藤堂真衣・豊嶋真千子を含むサバイバル面接参加者19人前編
15. （2008年11月10日）：サバイバル面接参加者19人中編
16. （2008年11月17日）：サバイバル面接参加者19人後編（この時点で8人に絞られていた）
17. （2008年11月24日）：富沢美智恵
18. （2008年12月1日）：久川綾
19. （2008年12月8日）：レニー・ハート
20. （2008年12月15日）：矢田耕司
21. （2008年12月22日）：神奈延年・福山芳樹
22. （2008年12月29日）：ゲストなし、豊嶋真千子の誕生日を祝う企画
23. （2009年1月5日）：大場真人・太田真一郎・皆口裕子（2回目）・鈴木真仁
24. （2009年1月12日）：野中藍
25. （2009年1月19日）：ゲストなし、番組から重大発表
26. （2009年1月26日）：ゲストなし、番組の名場面を語ると来週からの新番組「太紀ちゃんの店」のレギュラーコーナー紹介など。

## 備考
- 2008年10月20日初回の放送分は超!A&G+の放送事故（20:59 - 21:10まで発生していた放送機器の不調）で冒頭のタイトルコールがカットされて放送されていた。しかも、初代エンディングテーマ曲がいつもより長めに放送されていた。